# True Grit
För andra betydelser, se True Grit (olika betydelser).
True Grit är en amerikansk westernfilm från 2010, skriven och regisserad av Joel och Ethan Coen med Jeff Bridges, Hailee Steinfeld, Josh Brolin och Matt Damon i huvudrollerna. Filmen bygger på romanen Mod i barm från 1968 av Charles Portis som tidigare har legat till grund för filmen De sammanbitna (en: True Grit) från 1969 med John Wayne i huvudrollen. Inspelningen av True Grit påbörjades i mars 2010. Filmen hade premiär den 22 december 2010 i Kanada och USA, medan den i Europa hade premiär i januari-februari 2011. Filmen hade 10 nomineringar inför Oscarsgalan 2011, men blev helt utan pris.
Bridges spelar Reuben J. "Rooster" Cogburn, en US Marshal. Cogburn spelades i De sammanbitna av John Wayne, vilket gav honom en Oscar för bästa manliga huvudroll.

## Rollista
- Jeff Bridges – Marshal Reuben J. "Rooster" Cogburn
- Hailee Steinfeld – Mattie Ross
- Matt Damon – Texas Ranger LaBoeuf
- Josh Brolin – Theron Chelmsford alias Tom Chaney
- Barry Pepper – "Lucky" Ned Pepper
- Domhnall Gleeson – Moon (the Kid)
- Bruce Green – Harold Parmalee
- Ed Lee Corbin – Bear Man (Dr. Forrester)
- Roy Lee Jones – Yarnell Poindexter
- Paul Rae – Emmett Quincy
- Nicholas Sadler – Sullivan
- Dakin Matthews – Colonel G. Stonehill
- Elizabeth Marvel & Ruth Morris – Mattie Ross som vuxen[3]
- Leon Russom – Sheriff
- Jake Walker – Domare Isaac Parker
- Don Pirl – Cole Younger
- James Brolin – Frank James (okrediterad cameoroll)
- Jarlath Conroy – The Undertaker
- J. K. Simmons – Domare J. Noble Daggett (röstroll; okrediterad)